# I Am Divine
I Am Divine es una película documental estadounidense de 2013 producida y dirigida por Jeffrey Schwarz, de la productora Automat Pictures, con sede en Los Ángeles. El documental se centra en la actriz, cantante y drag queen estadounidense Divine (19 de octubre de 1945 - 7 de marzo de 1988), nacida como Harris Glenn Milstead, amiga de toda la vida y colaboradora del cineasta John Waters.
La película presenta extensas entrevistas contemporáneas con Waters, así como con la madre de Divine, Frances Milstead, y los miembros supervivientes de los Dreamlanders.

## Participantes
- John Waters
- Tab Hunter
- Ricki Lake
- Mink Stole
- George Figgs
- Bruce Vilanch
- Lisa Jane Persky
- David DeCoteau
- Susan Lowe
- Mary Vivian Pearce
- Jackie Beat
- Peaches Christ
- Tammie Brown
- Michael Musto
- Holly Woodlawn

### Material de archivo
- Harris Glenn Milstead/Divine
- Edith Massey
- David Lochary
- Leo Ford
- George Masters
- Tally Brown
- Van Smith

## Estreno
I Am Divine se estrenó en South by Southwest 2013 y tuvo su estreno en la ciudad natal de Divine, Baltimore, Maryland, como parte del Festival de Cine de Maryland de 2013.

## Recepción
La película obtuvo elogios de la crítica, con una calificación del 96% en Rotten Tomatoes según 54 reseñas; el consenso general afirma: "Con calidez y afecto, I Am Divine ofrece un retrato atractivo de la compleja personalidad detrás de una figura cinematográfica pionera". En Metacritic, la película tiene una calificación de 70 sobre 100, basada en 13 críticas.